# Mary Wheeler
Pour les articles homonymes, voir Mary C. Wheeler et Wheeler.
Mary Fanett Wheeler, née le 28 décembre 1938 à Cuero au Texas, est une mathématicienne américaine.

## Biographie
Wheeler a d'abord étudié la pharmaceutique puis a voulu devenir juriste, mais elle a opté pour les mathématiques à l'université du Texas à Austin, où elle a passé en 1960 son B.A., à la fois en sciences sociales et en mathématiques. En 1963, elle a obtenu un M.A. et en 1971, un Ph.D. à l'université Rice – entre-temps, elle s'était mariée et avait eu une fille. Elle a ensuite enseigné à l'université Rice, où elle est devenue en 1988 Noah Harding Professor for Computational and Applied Mathematics. Elle a aussi été professeur invitée à l'université de Houston. Depuis 1995, elle est professeur à l'université du Texas à Austin.
Wheeler a travaillé sur les algorithmes numériques pour les équations aux dérivées partielles, qu'elle a aussi appliqués, par exemple dans des questions de géotechnique, de technologie environnementale et pour l'industrie pétrolière (modélisation des écoulements dans les milieux poreux, appliquée à l'extraction du pétrole ou à l'étude de la contamination des nappes phréatiques). Son époux était ingénieur chez Exxon et elle a collaboré avec lui à des projets de renaturation dans la baie de Chesapeake, la baie du Delaware et en Floride. Elle a publié plus de 200 articles et coécrit 7 livres. Elle a été coéditrice de plusieurs revues de la Society for Industrial and Applied Mathematics (SIAM) et a été active dans des commissions de cette association.
En 1989, elle a été conférencière Noether, en 2009 lauréate du prix Theodore von Kármán de la SIAM, en 2010 oratrice invitée au Congrès international des mathématiciens à Hyderabad et en 2011, elle a reçu un prix Humboldt.